# 琉球之戀
《琉球之戀》是一部於1968年上映的臺灣電影，本片由林福地執導、主演陣容包含陽明、張清清、丁香及金塗，該電影及《夕陽西下》由瑞昌影業公司與日本熊谷映畫株式會合作同期攝製，全片於沖繩取景，該片也是臺灣少數留存的1960年代彩色片臺語電影之一。

## 劇情大綱
臺灣籍家族林家在琉球經營航運業。家主將船長一職交予次子林宏海，希望他能帶領家族事業更上一層樓。然而宏海卻愛上了世仇之女秀玲，並拒絕父親為其安排的婚事，迎娶電視明星芳子，導致父子關係惡化。
另一方面，秀玲誤信芳子於電視上的結婚宣言，悲痛之下返回臺灣從此杳無音訊。上一代未解的恩怨影響深遠，使得宏海從家族的希望之星淪為沉溺酒精的落魄之人。

## 演員
- 陽明[1]
- 张清清
- 丁香
- 金塗
- 周遊[2]
- 華森

## 製作人員
- 導演：林福地
- 編劇：何方
- 監製：林秋土
- 製片：陳火旺
- 攝影：林贊庭
- 錄音：洪宏
- 剪輯：胡士俊
- 音樂：曾仲影
- 照明：林盛吉
- 化粧：楊錦

## 製作
《琉球之戀》及《夕陽西下》原為國民政府推動的「宣慰僑胞」計畫的一部分，旨在向旅美臺灣菁英傳遞政治信息。當時，政府希望透過這些僑胞發揮影響力，以支持對中國的外交策略。外交部與新聞局因此指定拍攝符合此情境的電影。
據本導演林福地回憶，當時他加入了李翰祥創辦的國聯影業公司，然而因公司內部計畫延宕，他轉而接下基隆市遠東戲院所創設瑞昌影業公司的《夕陽西下》與《琉球之戀》兩部作品。由於國民黨政府限制台語片使用彩色底片，林福地尋求與日本合作，以獲取彩色底片的拍攝資源。基於基隆市與琉球之間的良好關係，雙方促成了合作，最初預計只拍攝一部，但由於成本考量，最終決定連續製作兩部作品，另有日本導演西條文喜執導之《我的太陽》（太陽は俺のものだ）一部。
其中，《琉球之戀》於1966年8月27日在基隆市獅球嶺開鏡，根據《聯合報》1966年9月22日報導，《我的太陽》拍攝原計劃先前往琉球取景，後再來台灣拍攝。然而，由於臺灣演員的出境手續未能及時辦妥，拍攝順序因此調整而先在臺灣取景。西條的團隊於該月抵達臺灣。隨後，林秋土率領臺日聯合外景隊約50人，從基隆搭乘那霸丸前往琉球，進行《太陽是我的》、《琉球之戀》及《夕陽西下》的拍攝，預計停留約一個月。三部電影於1966年11月殺青，並於1967年完成配音。當時，部分拷貝已銷往美國和越南市場。
對於《夕陽西下》與《琉球之戀》，原本日方提供了劇本與編劇，但林福地認為內容與臺灣民情不符，因而加以拒絕，改由臺灣方面主導劇本發展。該片完成後，據當時宣傳資料，曾製作國語、台語、日語三聲道配音版本。然而，除了台語版尚存一部拷貝外，其餘版本已佚失。

## 尋回
《琉球之戀》與《夕陽西下》上映後，由於膠卷損毀，長期被認為是亡佚電影。直到2019年，舊金山唐人街Four Star戲院的經營者Frank Lee家族收藏的膠卷庫存中發現了這些作品。據悉，該家族早期經常親赴臺灣、香港購買35mm電影拷貝並運回美國放映。然而，隨著數位放映技術興起，數百卷拷貝長年存放於戲院舞台下方，直至2019年才聯繫國家電影及視聽文化中心洽談購藏事宜。典藏人員從中發現多部臺灣已散佚的作品，其中便包含《夕陽西下》與《琉球之戀》。
2023年10月27日，國家電影及視聽文化中心於「世界影音遺產日」期間，首映《琉球之戀》、《夕陽西下》數位修復版，並舉辦修復成果發表會。導演林福地與藝人吳靜嫻等人出席。
2025年2月27日，《琉球之戀》與《夕陽西下》於第二屆沖繩環太平洋國際電影節首度回到拍攝地沖繩放映，周遊亦受邀親臨影展並分享當年的拍攝經歷。

### 來源
1. ↑  屬於臺灣人的文化寶庫｜國家文化記憶庫2.0. . 國家文化記憶庫 2.0.   [2025-03-31] （中文（繁體））.
2. ↑  聯合新聞網. . 琅琅悅讀.   [2025-03-31] （中文（臺灣））.
3. ↑  BIOS monthly. . www.biosmonthly.com.   [2025-03-31].
4. ↑  八尾祥平. . SUNTORY FOUNDATION. 2017-05 （日语）.
5. ↑  施昇輝. . 琅琅悅讀.   [2025-03-31] （中文（臺灣））.
6. ↑  September 7, G. Allen Johnson; September 8, 2021Updated:; 2021; Pm, 3:33. . Datebook | San Francisco Arts & Entertainment Guide.   [2025-03-31] （美国英语）.
7. ↑  . 鏡新聞. 2024-07-22  [2025-03-31] （中文（繁體））.
8. ↑  中央通訊社. . 中央社 CNA. 2023-10-27  [2025-03-31] （中文（臺灣））.
9. ↑  新北報導, 呂尚儒 莊浚佑 /. . 公視新聞網 PNN. 2023-10-27  [2025-03-31] （中文（繁體））.
10. ↑  項貽斐. . 鏡週刊 Mirror Media. 2023-10-27  [2025-03-31] （中文（繁體））.
11. ↑  . Cinema at Sea ｜沖縄環太平洋国際映画祭.   [2025-03-31] （日语）.
12. ↑  鍾志均. . 自由時報. 2025-01-28y （中文（臺灣））.
13. ↑  . www.taiwantimes.com.tw. 2025-02-24  [2025-03-31] （英语）.
14. ↑  聯合新聞網. . 琅琅悅讀.   [2025-03-31] （中文（臺灣））.

## 外部連結
- 琉球之戀（數位修復版）- TFAI-國家電影及視聽文化中心
- 《琉球之戀》- 開放博物館